# Stokite, Gabrovo
Stokite (în bulgară Стоките) este un sat în comuna Sevlievo, regiunea Gabrovo,  Bulgaria. 

## Demografie
Componența etnică a satului Stokite
     Bulgari (99,53%)
     Nicio identificare (0,46%)
     Altele (0%)
La recensământul din 2011, populația satului Stokite era de 216 locuitori. Din punct de vedere etnic, majoritatea locuitorilor (99,53%) erau bulgari. Pentru 0,46% din locuitori nu este cunoscută apartenența etnică.